# Здановский, Генрих Иванович
Генрих Иванович Здановский (17 ноября 1861, Вильно — 7 (20) января 1910, Киев) — сахарозаводчик, депутат Государственной думы I созыва от Киевской губернии.

## Биография
Польский дворянин, по вероисповеданию католик. Родился в семье Яна Оскара Здановского и его жены Анны Шостаковской-Здановской. Отец был убит во время польского восстания, а имение конфисковано. Среднее образование получил дома. Поступил вольнослушателем на юридический факультет Киевского Университета. Был арестован в 1881 в Вильно и в 1882 в Одессе. Исключен  в 1882 из Киевского университета из-за «неблагонадежности» без права поступления в высшие учебные заведения. Занимался сельским хозяйством на арендуемой земле. Позднее владел землями в Васильковском уезде Киевской губернии и имел крупный сахарный завод. Член правления всероссийского общества сахарозаводчиков, принимал деятельное участие в сельскохозяйственных и сахаропромышленных губернских комиссиях.  Входил в состав Союза автономистов. Во время аграрных беспорядков крестьяне сожгли у Здановского в арендуемом у графини Браницкой селе Янковка амбары с рожью на более чем 6 тысяч рублей.
21 апреля 1906 избран в Государственную думу I созыва от общего состава выборщиков Киевского губернского избирательного собрания. По одним сведениям вошёл в Конституционно-демократическую фракцию и Украинскую фракцию, по другим — беспартийный, автономист.
Либерально настроенные журналисты утверждали, что "бывший депутат от Киевщины поляк Здановский, вместо того, чтобы в Думе сидеть, сгонял казаков в свои имения и заставлял крестьян жать за двенадцатый сноп, тогда, как даже соседние арендаторы давали седьмой сноп или восьмой".
25 февраля 1907 года Г. Здановский избран в Киеве председателем "Союза арендаторов юго-западного края".
Детали дальнейшей судьбы неизвестны. Скончался 7(20) января 1910 года.

## Семья
- Жена — Юлия Здановская, в девичестве Ростоцкая (1872—1944, Grodzisk maz., Mazowieckie, Польша)[4]
- Дети:
  - Софья, в замужестве Древновская (1901—1975)[4]
  - Хенрык Здановский (младший) (1907, Киев —1940, Катынь), юрист, поручик запаса, заключенный Козельского лагеря военнопленных, погиб в Катыне[4][a].
  - Анна, в замужестве Кондрацкая
  - Янина Здановская
  - Тереза Здановская
  - Мауриций Здановский
  - Влодзимеж Здановский

### Рекомендованные источники
- Российский государственный исторический архив. Фонд 1278. Опись 1 (1-й созыв). Дело 122. Лист 14 оборот; Фонд 1327. Опись 1. 1905 год. Дело 141. Л. 75; Дело 143. Лист 58 оборот — 59.

## Комментарии
1. ↑  Хенрык не единственный потомок депутата 1-й Государственной Думы, погибший в Катыне. Такую же судьбу разделил Пётр Пересвет-Солтан младший, сын П. И. Пересвета-Солтана. А полковник Константин Друцкий-Любецкий, сын депутата от Минской губернии князя Иеронима Друцкого-Любецкого, был растрелян тогда же под Киевом.